# '83 MBC 서울국제가요제
《'83 MBC 서울국제가요제》는 1983년 문화방송(MBC)과 경향신문이 대한민국의 서울에서 공동 주최한 가요제다. 입상곡들은 태양음향을 통해 실황녹음 음반으로서 발매되었다.

## 개요
- 개최일시 : 1983년 5월 28일
- 개최장소 : 세종문화회관 대강당
- 초청가수 : 빌리지 피플

## 대회 참가가수 명단
1981년 대회까지는 대회주관 음반사에서 참가자 전원의 참가곡을 2장의 디스크에 수록하여 발매하였으나 82년 대회부터는 수익상의 이유로 대회 수상곡 및 주요 참가자의 곡만을 선별하여 1장의 디스크만을 발매하였다. (15개국 17개팀 참가)
1. 카렌실버 - The Beginning (캐나다)
2. 니콜라 페락 - Wait Me, I'm Coming (프랑스)
3. 아라 카르트 -Radio (영국)
4. 잉그리드 페터스 - How Could I Know (서독)
5. 그레체 (브라질)
6. 크리스토발 - My Fancy (칠레)
7. 비노 (이탈리아)
8. 마뉴엘라 텔리체 (스위스)
9. 러마 델마 크루즈 (필리핀)
10. 가쓰미 가하시 (일본)
11. 엘리자 찬 (홍콩)
12. 토니 벨린 (미국)
13. 크리스티 이그보크웨 - Be Good (나이지리아)
14. 아나카니 - Never (멕시코)
15. 닐니리 트리오 - 꿈같은 세월 (한국)
16. 김보연 - 사랑은 생명의 꽃 (한국)
17. 전영록&윤시내 - 연민 (한국)

## 음반 트랙 목록
다음 곡 목록은 LP 기준이다.
앞면에는 대회 수상자들의 수상곡을 뒷면에는 대회의 초청가수 자격으로 공연한 빌리지 피플의 곡이 수록되어 있다.
Disk one / Side one
1. "Radio 라디오 (영국 · A La, Carte)" (미상 작사 / 미상 작곡) - 대상
2. "Flower of Burning Life 사랑은 생명의 꽃 (한국 · 김보연)" (조운파 작사 / 박춘석 작곡) - 금상
3. "Be Good 착해지렴 (나이지리아 ·Christy, E, Igbokwe)"  (미상 작사 / 미상 작곡)  - 은상
4. "Sympthy of Love 연민 (한국 · 전영록&윤시내)" (이성하 작사 / 이범희 작곡) - 은상
5. "Never 아니 결코 (멕시코 · Anacani)" (미상 작사 / 미상 작곡)  - 동상
6. "My Fancy 나의 환상 (칠레 ·Christobal)" (미상 작사 / 미상 작곡)  - 동상
7. "How Could I Know 내 어찌 알 수 있었을까요 (서독 ·Ingrid Peters)" (미상 작사 / 미상 작곡) - 동상

Disk one / Side two
1. "Ready for the 80's - Village People
2. "In the Navy - Village People
3. "Y.M.C.A - Village People
4. "Can't Stop The Music - Village People

## 같이 보기
- MBC 서울국제가요제